# Вахрамєєв Костянтин Валерійович
Костянти́н Валерійович Вахрамє́єв  (* 1992) — полковник Національної гвардії України, учасник російсько-української війни, що відзначився у ході російського вторгнення в Україну.

## Життєпис
Закінчив Київський військовий ліцей імені Івана Богуна, потім військовий заклад вищої освіти. Згодом потрапив на службу до Національної гвардії України.
Брав участь в АТО/ООС на сході України.
Перед початком російського вторгнення в Україну потрапив на службу в 1-шу Президентську бригаду НГУ, яка нині носить назву «Буревій». Служить командиром батайону «Хорив». Брав участь в обороні Попасної, Сєвєродонецька та Бахмута; бойових діях біля селища Білогорівки на Луганщині, у Кремінському лісі та поблизу м. Куп'янськ (від серпня 2024).

## Нагороди
- Орден «За мужність» II ступеня (16 жовтня 2024) — за особисту мужність, виявлену в захисті державного суверенітету та територіальної цілісності України, самовіддане служіння Українському народові[3];
- орден «За мужність» III ступеня (23 лютого 2024) — за особисту мужність і самовідданість, виявлені у захисті державного суверенітету та територіальної цілісності України, сумлінне та бездоганне служіння Українському народові[4].